# Jock Landale
Jock Landale (Melbourne, Victoria, 25 de octubre de 1995) es un baloncestista australiano que pertenece a la plantilla de los Memphis Grizzlies de la NBA. Con 2,11 metros de estatura, juega en la posición de pívot.

## Trayectoria deportiva

### Primeros años
Comenzó a jugar en su país, y se graduó en el Geelong Grammar School de Corio, Victoria. Creció casi 30 centímetros entre su primera y última temporada en el instituto, lo que le hizo ganarse una beca para jugar en el Saint Mary's College de California, en Estados Unidos.

### Universidad
Jugó cuatro temporadas con los Gaels del Saint Mary's College, en las que promedió 13,2 puntos, 6,7 rebotes y 1,2 asistencias por partido. En sus dos últimas temporadas fue incluido en el mejor quinteto de la West Coast Conference, mientras que en 2018 fue elegido Jugador del Año de la WCC. Ese año fue elegido además en el segundo quinteto All-America consensuado.

#### Estadísticas
| Año     | Equipo       | PJ  | PT | MPP  | %TC  | %3P   | %TL  | RPP  | APP | ROB | TPP | PPP  |
| ------- | ------------ | --- | -- | ---- | ---- | ----- | ---- | ---- | --- | --- | --- | ---- |
| 2014–15 | Saint Mary's | 21  | 0  | 5.0  | .613 | .000  | .538 | .9   | .1  | .0  | .2  | 2.1  |
| 2015–16 | Saint Mary's | 35  | 1  | 14.5 | .613 | 1.000 | .775 | 3.9  | .6  | .3  | .3  | 7.9  |
| 2016–17 | Saint Mary's | 34  | 34 | 28.3 | .611 | .222  | .722 | 9.5  | 1.7 | .3  | 1.2 | 16.9 |
| 2017–18 | Saint Mary's | 36  | 36 | 33.3 | .640 | .300  | .746 | 10.2 | 2.4 | .4  | 1.0 | 21.1 |
| Total   | Total        | 126 | 71 | 22.0 | .625 | .276  | .738 | 6.7  | 1.2 | .3  | .7  | 13.2 |

### Profesional
Tras no ser elegido en el Draft de la NBA de 2018, disputó con los Atlanta Hawks las Ligas de Verano de la NBA, en las que jugó nueve partidos, promediando 5,0 puntos y 5,8 rebotes. El 31 de julio firmó su primer contrato profesional por dos temporadas con el Partizan de Belgrado. En la primera de ellas promedió 11,9 puntos y 5,8 rebotes por partido.
El 10 de diciembre de 2020, firma por Melbourne United de la National Basketball League (Australia). Tras conseguir el campeonat nacional (3-0 en la final), fue nombrado MVP Grand Final de la NBL.
El 3 de agosto de 2021, se hace oficial su contrato con los San Antonio Spurs de la NBA por 2 años.
El 1 de julio de 2022 es traspasado a Atlanta Hawks, pero dos días después, estos le traspasan a Phoenix Suns.
El 2 de julio de 2023 firma como agente libre con Houston Rockets por dos años (más dos opcionales) y $32 millones.
En julio de 2025 firma con Memphis Grizzlies.

## Selección nacional
En el verano de 2013 jugó con la selección australiana sub-19 el Torneo Cuatro Naciones en China.
En verano de 2021, fue parte de la selección absoluta australiana que participó en los Juegos Olímpicos de Tokio 2020, que ganó la medalla de bronce.
Entre julio y agosto de 2024 fue parte de la selección absoluta de Australia, que disputó los Juegos Olímpicos de París, finalizando en sexta posición.

## Estadísticas de su carrera en la NBA

### Temporada regular
| Año     | Equipo      | PJ  | PT | MPP  | %TC  | %3P  | %TL  | RPP | APP | ROB | TPP | PPP |
| ------- | ----------- | --- | -- | ---- | ---- | ---- | ---- | --- | --- | --- | --- | --- |
| 2021-22 | San Antonio | 54  | 1  | 10.9 | .495 | .326 | .829 | 2.6 | .8  | .2  | .3  | 4.9 |
| 2022-23 | Phoenix     | 69  | 4  | 14.2 | .528 | .250 | .752 | 4.1 | 1.0 | .2  | .4  | 6.6 |
| 2023-24 | Houston     | 56  | 3  | 13.6 | .515 | .250 | .800 | 3.1 | 1.2 | .4  | .6  | 4.9 |
| 2024-25 | Houston     | 41  | 3  | 12.0 | .517 | .400 | .675 | 3.3 | .9  | .3  | .2  | 4.6 |
| TOTAL   | TOTAL       | 220 | 11 | 12.8 | .516 | .294 | .765 | 3.3 | 1.0 | .3  | .4  | 5.4 |

### Playoffs
| Año   | Equipo  | PJ | PT | MPP  | %TC  | %3P  | %TL  | RPP | APP | ROB | TPP | PPP |
| ----- | ------- | -- | -- | ---- | ---- | ---- | ---- | --- | --- | --- | --- | --- |
| 2023  | Phoenix | 7  | 1  | 16.2 | .630 | .000 | .643 | 4.0 | .4  | .4  | .4  | 6.1 |
| Total | Total   | 7  | 1  | 16.2 | .630 | .000 | .643 | 4.0 | .4  | .4  | .4  | 6.1 |